# Monopeltis luandae
Monopeltis luandae är en ödleart som beskrevs av  Carl Gans 1976. Monopeltis luandae ingår i släktet Monopeltis och familjen Amphisbaenidae. Inga underarter finns listade i Catalogue of Life.